# Queen's University

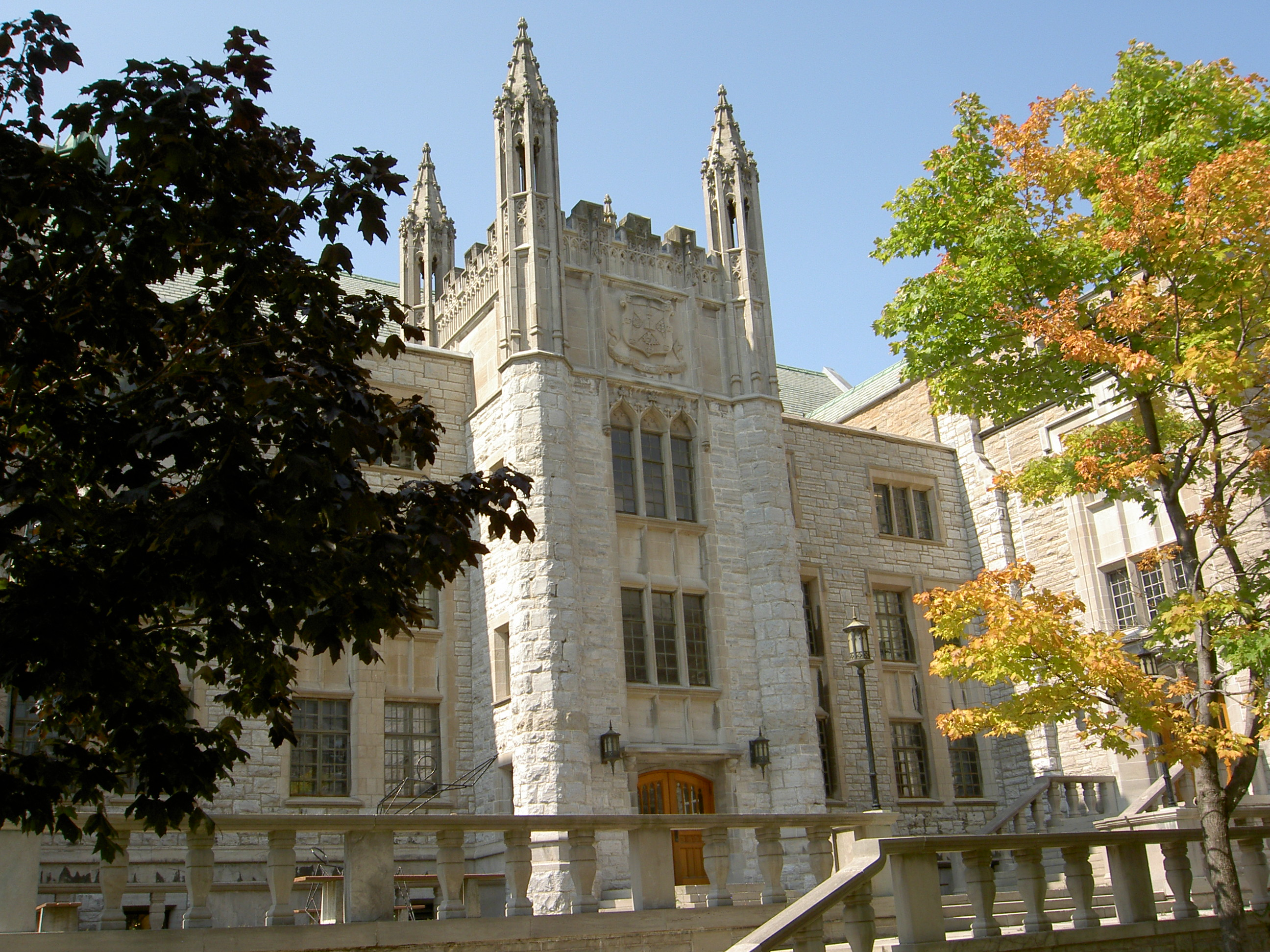
La Biblioteca Douglas

La Queen's University, o semplicemente Queen's, è un'università che si trova ai bordi del grande lago Ontario a Kingston (Ontario), Canada. Viene considerata una delle migliori università del Canada, specialmente per la sua School of Business, e vanta fra i suoi ex studenti numerosi politici, importanti manager, banchieri, fra cui l'ex Governatore della Banca Centrale del Canada David A. Dodge, imprenditori e scienziati del paese.

## Storia
Le prime lezioni nell'ateneo si tennero il 7 marzo del 1842. La decisione di fondare l'università di Queen's venne presa l'anno prima dalla Regina Vittoria in persona, il 16 ottobre del 1841. L'università si è espansa notevolmente nel corso del XX secolo, in particolare dopo la Seconda Guerra Mondiale, quando il numero di studenti iscritti e programmi offerti hanno iniziato a crescere di anno in anno.

## Descrizione
La Queen's ha accordi per favorire periodi di studio all'estero degli studenti e scambi accademici anche con le università italiane Bocconi di Milano e Libera università internazionale degli studi sociali Guido Carli (Luiss) di Roma.
L'università conta oggi circa 25 000 studenti fra cui circa 16 000 del primo ciclo (undergraduate students) e circa 9 000 studenti di secondo e terzo ciclo (graduate students, Phd, MBA e altri corsi). Gli studenti del primo ciclo possono studiare le scienze umane, le scienze naturali, l'ingegneria e il commercio. Queen's offre dei programmi di secondo e terzo ciclo negli stessi settori, aggiungendo le facoltà di medicina e di diritto.

### Campus
La Queen's University oggi occupa una notevole parte del territorio di Kingston e risulta formata da decine e decine di diversi edifici fra strutture amministrative, biblioteche, aule, strutture sportive, dormitori per studenti, laboratori e centri di ricerca. Il campus include ben 6 biblioteche, fra cui le famose Joseph S. Stauffer Library e la biblioteca Douglas, per un totale di oltre 2 milioni di libri, articoli e riviste possedute.

## Sport
La squadra di hockey su ghiaccio dell'università è conosciuta per essere la prima squadra ad aver causato un "duello" con un'altra squadra per la Stanley Cup nel 1895.